# 鳥取県庁舎
鳥取県庁舎（とっとりけんちょうしゃ）は鳥取県鳥取市東町にある広域自治体たる鳥取県の役所（鳥取県庁）の本庁舎である。

## 概要
現庁舎は1962年（昭和37年）に9億7千万円の建設費をかけ、延床面積約2万3000平方メートルの地上7階、地下1階の本庁舎および講堂、議会棟をL字型配置して建設された。さらに1981年（昭和56年）議会棟別館が建設された。場所はJR鳥取駅から徒歩20分の鳥取市東町1丁目の若桜街道沿いで、周辺には鳥取地方裁判所、鳥取県警本部、鳥取県立図書館などがある。

## 現存庁舎一覧
県庁前の交差点から見て正面に議会棟、左手に本庁舎、右手に第二庁舎、本庁舎と議会棟の間をつなぐ形で講堂、議会棟の後ろに議会棟別館が建っている。また第二庁舎の後ろには警察本部庁舎がある。

### 本庁舎
- RC造：地下1階、地上7階、塔屋3階、延床面積 16,811m2[2]建築面積　2,223㎡[3]
- 1962年（昭和37年）竣工
- 2011年（平成23年）耐震改修竣工

知事室、元気づくり総本部、総務部、会計管理者、生活環境部、くらしの安心局、福祉保健部、子育て応援推進局、健康医療局、商工労働部、雇用人材局、地域振興部、観光交流局、県土整備部、農林水産部、鳥取農業戦略監、森林・林業振興局、水産振興局、市場開拓局、行財政改革局

### 第二庁舎
- SRC造　地下1階、地上9階、塔屋2層建て　延床面積　12,306m2[5]
- 1975年（昭和50年）竣工[6]
- 2003年（平成15年）第二庁舎の耐震改修工事完了[7]

監査委員、人事委員会、労働委員会、教育委員会、危機管理局、企業局、職員組合、県庁食堂

### 講堂
- RC造（一部SRC造）地下1階、地上2階　延床面積 1,369m2[2]　建築面積　648  ㎡[3]
- 1962年（昭和37年）竣工[6]
- 2011年（平成23年）耐震改修竣工

### 議会棟
- RC造（一部SRC造）・地下1階、地上3階・延床面積 4,069m2[2]　建築面積　1,342㎡[3]
- 1962年（昭和37年）竣工[6]
- 2011年（平成23年）耐震改修竣工

病院局、県議会、総務部、会計局

### 議会棟別館
- RC造・地下1階、地上3階・延床面積 4,124m2[2]　建築面積　1,254㎡[3]
- 1981年（昭和56年）竣工[6]
- 2011年（平成23年）耐震改修竣工

委員会室、会議室、応接室、図書室、政党・会派控室、情報センター

### 庭園
本庁舎、議場、議会棟に囲まれた位置と本庁舎前庭が庁舎の庭園となった。
本庁舎前庭には日本画家菅楯彦による題字を基にした石碑がある。
- 面積 約212坪（700平方メートル）
- 庭園年代 昭和時代
- 様式 枯山水
- 工事 野口信一、京都造園所
- 工事期間 昭和37年4月～昭和37年7月

### 警察本部庁舎

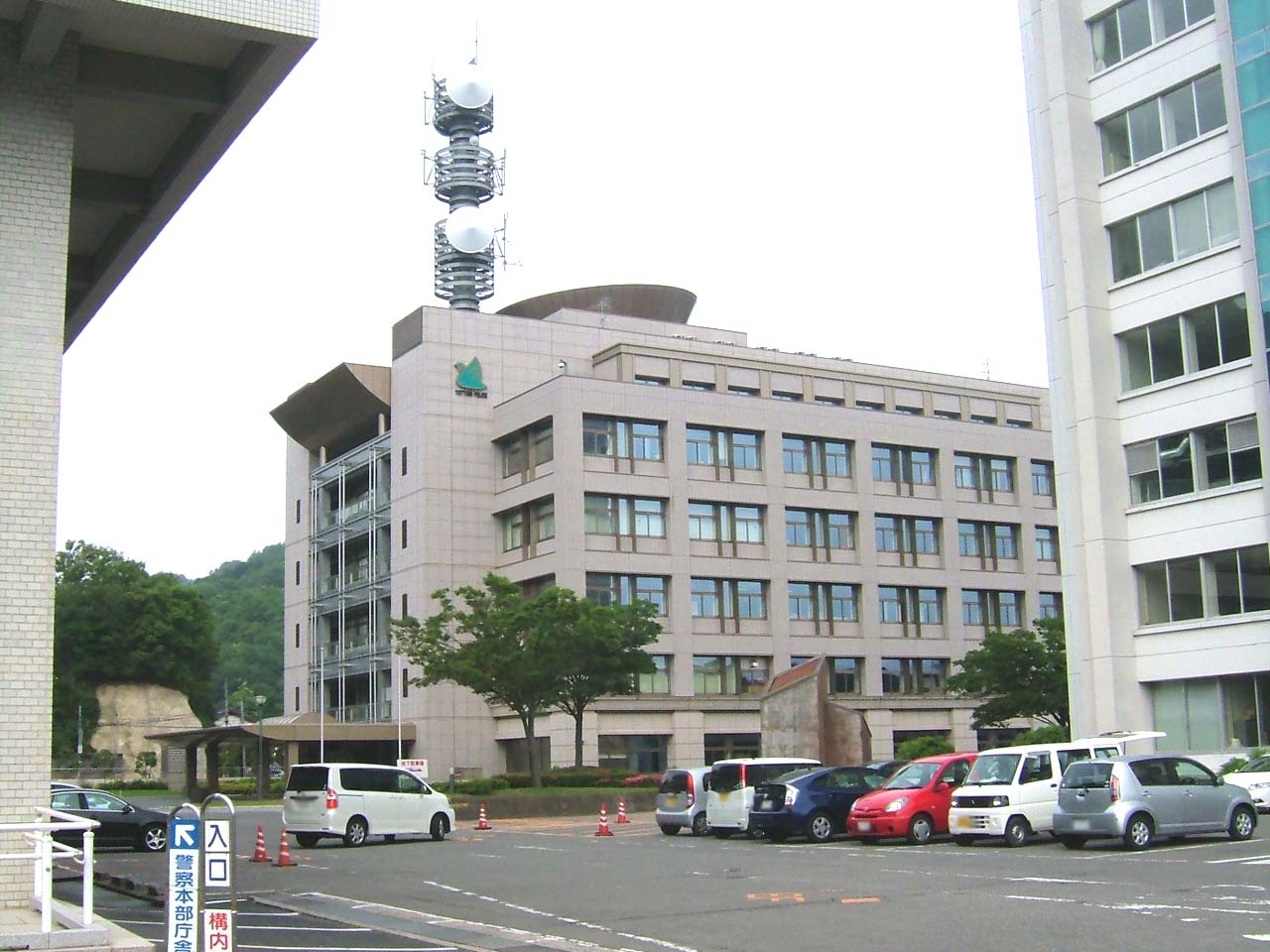
同敷地内にある鳥取県警察本部庁舎

鳥取県警察の本部庁舎が同じ敷地内に位置している。
〒680-8520　鳥取県鳥取市東町1丁目271番地
- SRC造（一部S造）地下１階、地上６階、塔屋１階、延床面積13,488㎡[13]
- 2004年（平成16年）　完成[6]

警務部、生活安全部、刑事部、交通部、警備部、県民ホール、中国管区警察局鳥取県情報通信部

## 略年表

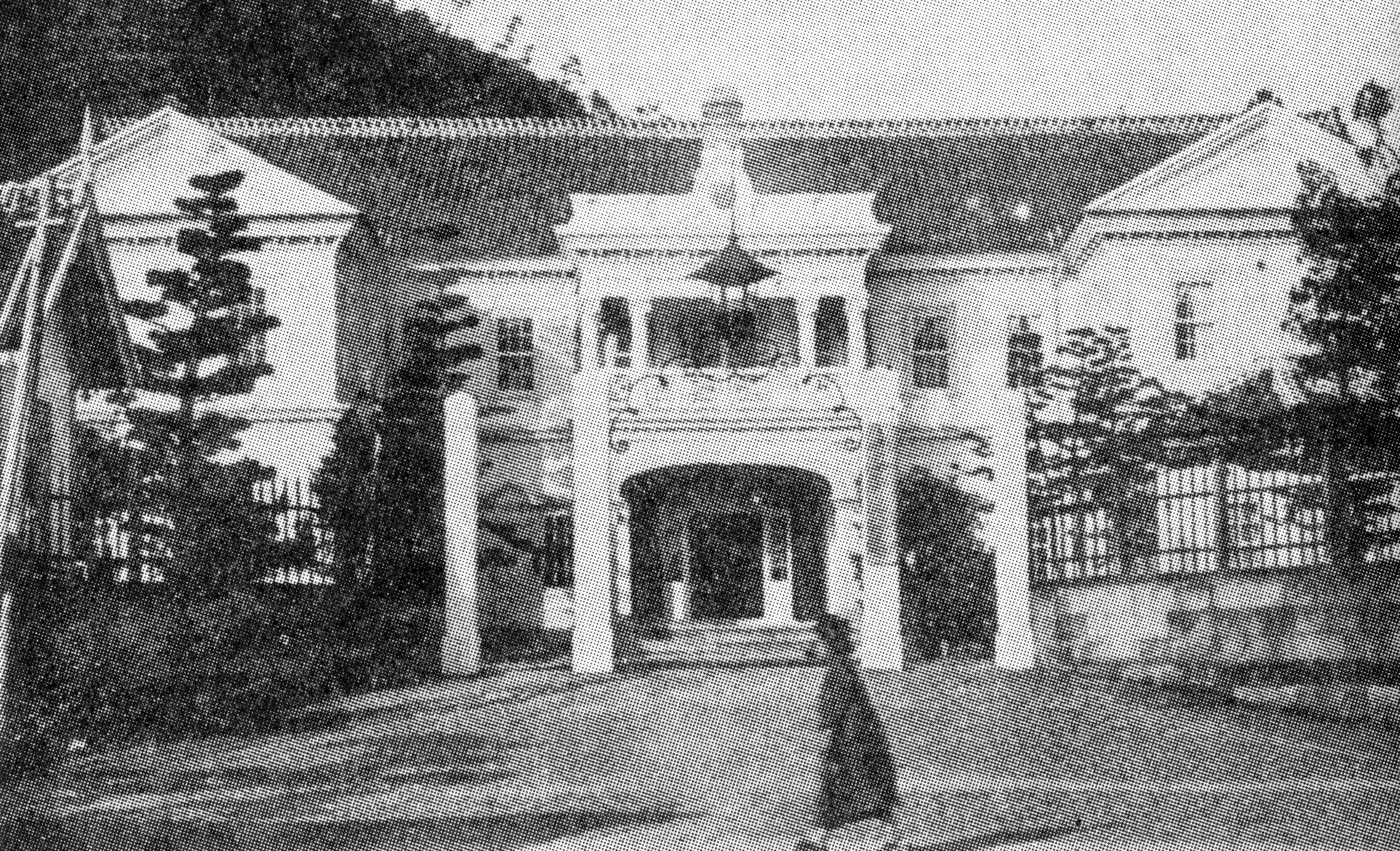
1885年竣工の鳥取県庁舎

- 1881年（明治14年）鳥取県が島根県から分立・再置される[6]（鳥取県#歴史参照）
- 1885年（明治18年）県庁を鳥取市東町に移転[6]
- 1962年（昭和37年）本庁舎、講堂・議会棟 竣工[6]
- 1975年（昭和50年）県庁第二庁舎　竣工[6]
- 1981年（昭和56年）議会棟別館 竣工[15]
- 2001年（平成13年）- 2003年（平成15年）　第二庁舎の耐震改修工事[7]
- 2004年（平成16年）県警察本部庁舎　完成[6]
- 2009年（平成21年）- 2011年（平成23年）本庁舎・講堂・議会棟・議会棟別館の耐震改修工事[15][2][16]
- 2016年（平成28年）本庁舎・講堂・議会棟の耐震改修工事で公共建築賞行政施設部門優秀賞を受賞[17][18]

## 交通
- JR西日本 山陰本線　鳥取駅下車。国道53号（若桜街道）を徒歩約20分。
- 路線バス

JR鳥取駅前　鳥取駅バスターミナルから県庁・日赤前バス停下車

## 周辺施設
- 鳥取県立図書館
- 鳥取県立公文書館
- 鳥取県立県民文化会館（とりぎん文化会館）
- 鳥取地方裁判所
- 鳥取市役所
- 鳥取赤十字病院
- 鳥取城址
  - 久松公園　
  - 鳥取県立博物館
  - 仁風閣
- 興禅寺
- わらべ館